# Сутагао

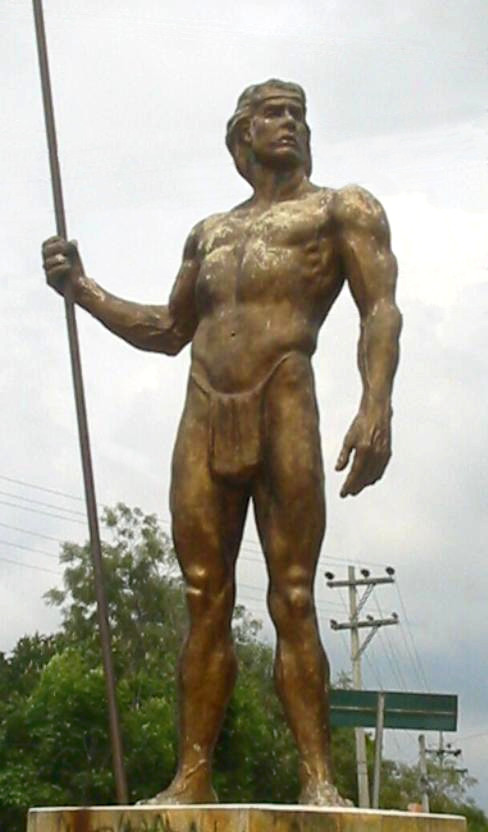
Скульптурное изображение индейца-сутагао на въезде в город Фусагасуга

Сутагао (исп. Sutagaos) (множ. число) — аборигенные обитатели территории, где в настоящее время находится колумбийский город и муниципалитет Фусагасуга. Сведений и археологических памятников сутагао сохранилось очень мало.
Сутагао были обитателями региона к моменту, когда Оидор Бернардино Альборнос основал город в 1592 году. Альборнос застал в этих местах 759 коренных обитателей. Когда в феврале 1760 году эти места посетил Оидор Аростеки (исп. Oídor Aróstequi), количество индейцев снизилось до 85 человек, тогда как количество белых поселенцев составляло 644 (всего 109 семей).
В январе 1776 года испанские чиновники Морено и Эскандон, посетившие местность, отметили почти полное исчезновение коренного населения, а также исчезновение двух индейских деревень, Панди и Тибакуй, территория которых была включена в состав современного города Паска.